# Брандицо
Брандѝцо (на италиански: Brandizzo; на пиемонтски: Brandiss, Брандис) е малък град и община в Метрополен град Торино, регион Пиемонт, Северна Италия. Разположен е на 187 m надморска височина. Към 1 януари 2020 г. населението на общината е 8822 души, от които 482 чужди граждани.